# Hessberg (Schlesien)
Der Hessberg (polnisch Górzec) ist die höchste Erhebung im nördlichen Bober-Katzbach-Gebirge oberhalb von Chełmiec (Kolbnitz).

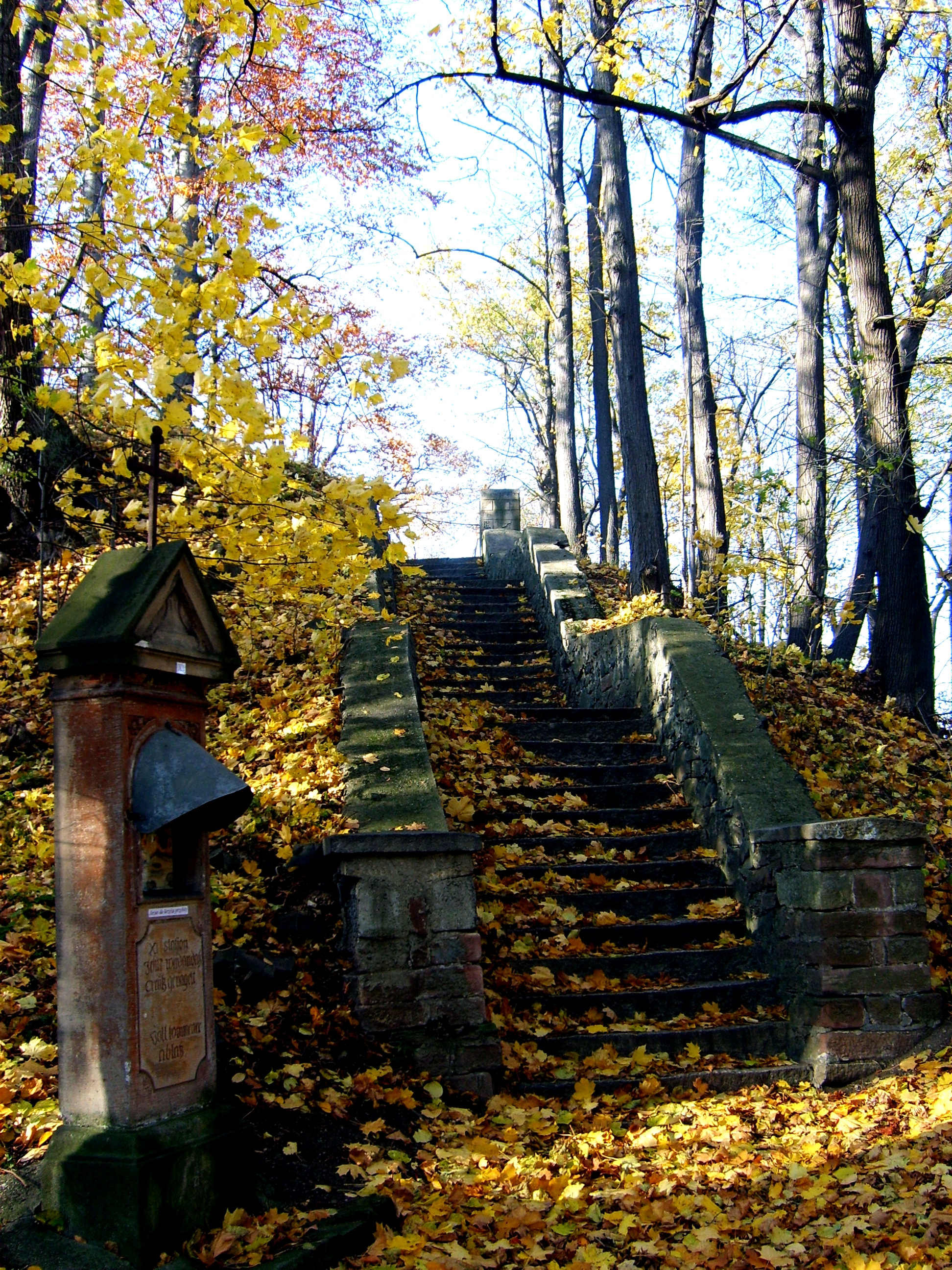
Kreuzweg zur Kapelle

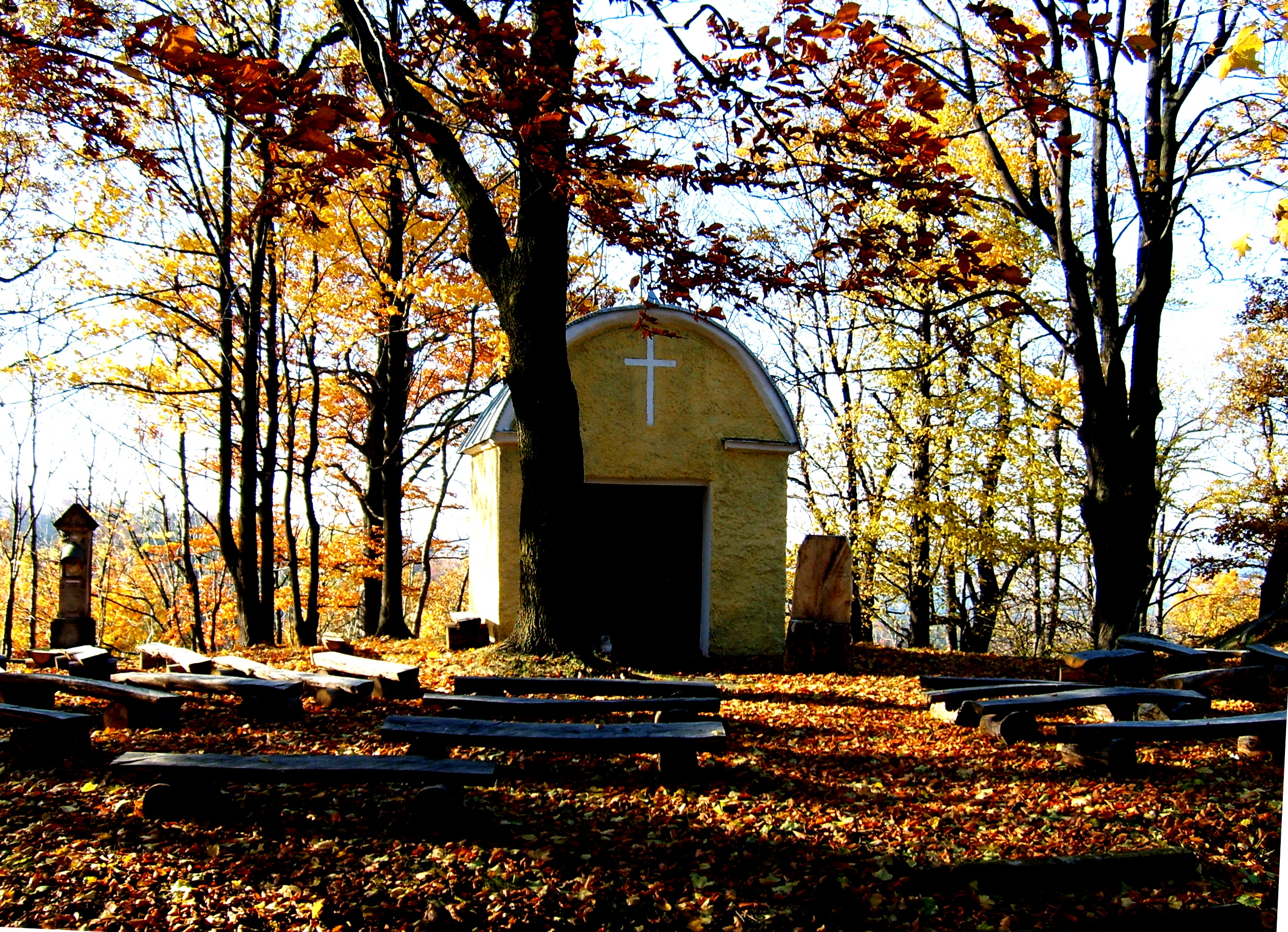
Kapelle auf dem Hessberg

## Geschichte
Im frühen Mittelalter wurde eine Burganlage auf dem Hessberg angelegt, von welcher ein gut erhaltener Wassergraben und Mauerwerk in einer kraterartigen Vertiefung auf dem Gipfel zeugen. Heute steht auf dem Hessberg eine Kapelle, zu der ein Kreuzweg vom nahen Herrmannsdorf (Męcinka) führt.

## Geologie
Der Hessberg ist bedeutendste Erhebung eines basaltischen Höhenzugs, der sich von Wiadrów (Wederau) aus nach Nordwesten erstreckt. Der Berg entstand als Neck, als Basaltlava benachbarte Gesteine wie die viel älteren Gesteine ehemaliger Meeresbasalte und Sedimentgesteine durchbracht, die heute als Grünschiefer und Phyllit zu Tage treten. In der Gipfelregion des Hessbergs tritt säulenförmiger Basalt ui Tage, am steilen Nordhang findet eine instabile Basaltschutthalde. Nahe dem Gipfel des Hessbergs erhebt sich eine weitere bemerkenswerte Felsformation: der felsige Kantenstein (Kanciasta), der aus Vulkangestein der jüngsten vulkanischen Periode der Region besteht. Es handelt sich hierbei um eine vulkanische Brekzie.